# 真田信利
真田 信利（さなだ のぶとし）は、江戸時代前期の上野沼田藩の第4代藩主。父は真田信吉。母は側室で真田家家臣依田氏の娘。「信利」の名については、後述 #実名について を参照。以下、本項では実際に名乗ったとされる信直で統一する。

## 生涯

### 松代藩相続争い
信直は真田信之の庶長子である信吉の次男として生まれる。当時の沼田3万石は独立した藩ではなく、松代藩の分領（分地）であった。沼田は信吉死後、信直の兄の熊之助が統治していたが、寛永15年（1638年）に幼くして没した。当時は信直も兵吉を名乗る3歳児だったため、信直の叔父に当たる真田信政が相続した。信直には沼田領のうちから利根郡小川村に5000石を分与され、小川城跡の二の丸を陣屋として、寛永16年（1639年）から明暦3年（1657年）まで母親と共に居住した。
明暦2年（1656年）、祖父の松代藩主真田信之が隠居したのに伴い、沼田領主であった叔父信政は本家松代藩を相続し、沼田領は代わって信直が領有することになる。
信政は2年後の明暦4年（1658年）2月に死去した。松代藩はまだ存命だった隠居の信之の決定により、信政の子の幸道を後継者とし、幕府に届け出た。一方で信直は自身が信之の長子信吉の子であることを理由として「真田家の、松代藩の正統な後継者は自分である」と幕府に訴え出て、幸道の本藩相続撤回を求めた。
信直には正室の実家の土佐藩や老中酒井忠清、信之の長女光岳院殿の嫁ぎ先である高力氏が後ろ盾となり、大規模な家督騒動を展開したが、6月、幕府は幸道をもって松代藩の後継者と最終決定した。このとき、幕命により沼田領は松代藩から分離独立させられ、信直を藩主として沼田藩として立藩した。

### 領内騒動、改易
これ以降、信直は10万石の松代藩に対抗するため、寛文2年（1662年）より領内総検地を断行し、表高3万石に対して実高14万4000石を強引に打出し幕府に報告した。のちに沼田藩改易後、幕府が再度検地をしたところ、実高は6万石に過ぎなかった。当時の幕府は各藩に対し、申告された石高に相当して参勤交代の行列規模、御手伝普請を命じる制度になっており、実高6万石の土地の収益から14万石相当のこれを満たすために高率の年貢をかけられた沼田領民の負担は深刻であった。また、江戸の藩邸も松代藩邸に引けをとらぬ豪奢な造りに改装したため、領民は重税を強いられ多数の餓死者を出すなど、ますます窮乏していった。
延宝8年（1680年）、信直は両国橋改修の用材の調達を、材木商大和屋から請負った。しかし、折からの台風により利根川、片品川が氾濫して用材は流出し、翌天和元年（1681年）10月の納入期日に間に合わなかった。さらに同年、長年の領民の怒りが杉木茂左衛門の直訴という形で噴出した。11月、沼田藩は幕府から治世不良、納期遅滞の責めを問われ、改易された。
信直は山形藩奥平家にお預けとなった。長男の信音は赤穂藩浅野家に、次男の源三郎（武藤信秋）（母は正室松姫）は郡上藩遠藤常春に、三男の外記（栗本直堅）・四男の辰之助は上田藩仙石家にそれぞれお預けとなった。また一説では、辰之助は長姫（信利の姉。公卿の千種有能室）の養子となり、初め真田修理亮信明、後に千種有純と名乗ったとも言われている。尚姫もまた長姫の養女となり、公卿の久我通誠に嫁いでいる。翌天和2年正月には、幕府の命令によって沼田城が破却され、堀も埋められた。その後、信直は奥平家の宇都宮への転封に伴って山形から宇都宮に移り、同地で没した。享年54。
長男の信音は後に許され、旗本として1000俵（後に采地1000石）を与えられたが、無継絶家で改易となる。一門の真田信興がその名跡を継ぐが、信興の子の政賢の不行跡のため、改易追放となる。この時、父信興の兄弟の信清も連座して改易となった。

## 実名について
実名は一般的に「信利」で知られるが、寛文10年まで「信澄」、延宝2年まで「信俊」、翌年から「信直」と改名しており、「信利」と名乗ったことは一度もない。「信利」の名は『寛政重修諸家譜』『徳川実紀』にみられるが、「信俊」と音通する際の共通項がある以外、「信利」名乗りを使用した史料はいまだ見出されていない。

## 年譜
- 1635年（寛永12年）：出生
- 1639年（寛永16年）：利根郡5000石を分与される（6月20日）
- 1656年（明暦2年）：上野沼田3万石を与えられ（10月）、従五位下伊賀守叙任
- 1681年（天和元年）：改易（11月22日）
- 1688年（貞享5年）：死去、享年54（死後の9月30日、元禄に改元）

## 登場する作品
- 『元禄繚乱』 - 平成11年（1999年）NHK大河ドラマ、演：草薙良一